# Villanova del Sillaro
Villanova del Sillaro (Vilanöva del Silar in dialetto lodigiano) è un comune italiano di 1 883 abitanti della provincia di Lodi in Lombardia.

## Storia
Villanova è una località agricola di antica origine, nota per secoli come Villa Nuova.
Brevemente feudatari furono i Rho, nobile famiglia lodigiana e milanese che fu per diversi secoli Signora della vicina Borghetto Lodigiano, i quali cedettero nel 1488 i diritti alla locale Abbazia olivetana fondata nel 1428 da Nicolò Sommariva, fratello del famoso cardinale Angelo d'Anna de Sommariva. La Badia, dedicata ai santi patroni dei due fratelli (Nicola e Angelo) fu una delle principali della diocesi, la seconda per reddito (almeno diecimila scudi di rendita nel Seicento), con ricca biblioteca e arredi (e da 20 a 30 monaci). Nel Settecento fu iniziata una grandiosa ricostruzione in stile tardo Barocco, ma che fu interrotta dalla soppressione nel 1797 per opera dei francesi rivoluzionari che avevano occupato lo Stato di Milano. Rimangono la quattrocentesca chiesa dei Santi Michele Arcangelo e Nicola Vescovo (ora parrocchiale) e parte del vicino Palazzo Abbaziale, ridotto per lungo tempo a edificio rurale.
Dal monastero di Villanova dipendevano anche due edifici di culto a Lodi, la chiesa di San Cristoforo, sconsacrata a fine Settecento, e la chiesa di Santa Maria della Clemenza e San Bernardo, già legata ad un importante ospedale e salvatasi perché parrocchiale, com'è tuttora; in quest'ultima si trovavano dei preziosi intagli di Fra Giovanni da Verona (egli stesso un olivetano), creati per Villanova, poi portati a Lodi e dal 1963 nel Duomo di Lodi.
Nel 1863 il comune di Villanova assunse il nome ufficiale di "Villanova del Sillaro".
Nel 1878 al comune di Villanova del Sillaro vennero aggregati i comuni di Bargano e Mongiardino Sillaro.

### Simboli
Lo stemma comunale e il gonfalone sono stati concessi con decreto del presidente della Repubblica del 14 giugno 1953.
Il gonfalone è un drappo di bianco a due bande di azzurro.

## Società

### Evoluzione demografica
Abitanti censiti

### Etnie e minoranze straniere
Al 31 dicembre 2019 gli stranieri residenti sono 258; le comunità nazionali numericamente significative sonoː
1. Romania: 110
2. India: 29
3. Egitto: 27
4. Albania: 20

## Geografia antropica
Il territorio comunale comprende, oltre al capoluogo, la frazione di Bargano e le cascine San Tomaso, Monticelli, Santa Maria, Cascinetta, Postino, Chiaravalle, Mongiardino, San Leone.

## Amministrazione
Segue un elenco delle amministrazioni locali.
| Periodo | Periodo   | Primo cittadino     | Partito | Carica  | Note |
| ------- | --------- | ------------------- | ------- | ------- | ---- |
| 1945    | 1951      | Giuseppe Guarnieri  |         | Sindaco |      |
| 1951    | 1970      | Alessandro Cattaneo |         | Sindaco |      |
| 1970    | 1985      | Luigi Rugginenti    |         | Sindaco |      |
| 1985    | 2004      | Emilio Boriani      |         | Sindaco |      |
| 2004    | 2019      | Moreno Oldani       |         | Sindaco |      |
| 2019    | in carica | Diego Guarnieri     |         | Sindaco |      |